# Bitwa pod Amba Alagi (1941)
Bitwa pod Amba Alagi – bitwa II wojny światowej stoczona pomiędzy wojskami włoskimi a brytyjskimi i południowoafrykańskimi w paśmie górskim Amba Alagi w dniach od 4 do 19 maja 1941 roku, zakończona zwycięstwem aliantów.

## Tło sytuacyjne
Po wydarzeniach I wojny włosko-abisyńskiej, Włosi powrócili do Abisynii w 1930 roku, reinterpretując ustalenia terytorialne traktatu granicznego z Somalią na swoją korzyść. Po serii utarczek militarnych i politycznych (m.in. słynny kryzys abisyński w Lidze Narodów), w maju 1936 roku, po II wojnie włosko-abisyńskiej, Włosi zajęli Addis Abebę, zmuszając cesarza Haile Selassie I do ucieczki z kraju, i stworzyli Włoską Afrykę Wschodnią (wł. Africa Orientale Italiana), obejmującą tereny Erytrei, Abisynii oraz południowej Somalii.
10 czerwca 1940 roku Włosi wypowiedzieli wojnę Wielkiej Brytanii i Francji, a w lipcu i sierpniu zajęli część terytorium Sudanu i odebrali Brytyjczykom Somali Brytyjskie. Brytyjska kontrofensywa rozpoczęła się już w październiku. W styczniu 1941 roku indyjsko-brytyjskie dywizje uderzyły na Erytreę z terytorium Sudanu, a po klęsce Włochów w krwawym starciu pod Keren w kwietniu 1941 roku, głównodowodzący − książę Amedeo d’Aosta − wycofał resztki swych wojsk w górskie bezdroża Amba Alagi w Abisynii.
W skalistych stokach górskich wyżłobiono sieć tuneli, które miały służyć obrońcom jako schrony bojowe, a jednocześnie być magazynami amunicji i żywności. Włoscy żołnierze uważali tę pozycję za praktycznie nie do zdobycia.

## Bitwa
Pierwszy atak na podejścia do Amba Alagi przypuściły 4 maja nadciągające z północy wojska brytyjskie generała-porucznika Williama Platta, który zastosował kleszczowy manewr uderzając jednocześnie ze wschodu i z zachodu.
Walka, prowadzona w trudnym górskim terenie, była niezwykle trudna, ale 12 maja Brytyjczykom przyszła z pomocą 1 Brygada Południowoafrykańska dowodzona przez brygadiera Dana Pienaara (która 20 kwietnia zmusiła do kapitulacji włoski garnizon w Dessie, około 320 km na południe od Amba Alagi) i do 14 maja kompleks górski Algi został całkowicie otoczony. Ostateczny szturm planowano na dzień następny, ale przypadkiem pocisk artyleryjski trafił włoski zbiornik paliwa i strumień ropy wypełnił ostatni zbiornik wody pitnej, zmuszając obrońców do zaprzestania oporu.
16 maja włoskie dowództwo rozpoczęło negocjować zawieszenie broni i ostatecznie książę Aosty kapitulował wraz ze swym sztabem przed naczelnym dowódcą brytyjskim, Alanem Cunninghamem 19 maja 1941 roku. Kapitulacja ta oznaczała koniec zorganizowanego oporu Włochów w Afryce Wschodniej, chociaż niektóre odcięte garnizony walczyły aż do listopada.

## Pamięć
W 1953 roku nakręcono film La Pattuglia dell'Amba Alagi w reżyserii Flavio Calzavara, gloryfikujący włoskich obrońców.

## Galeria

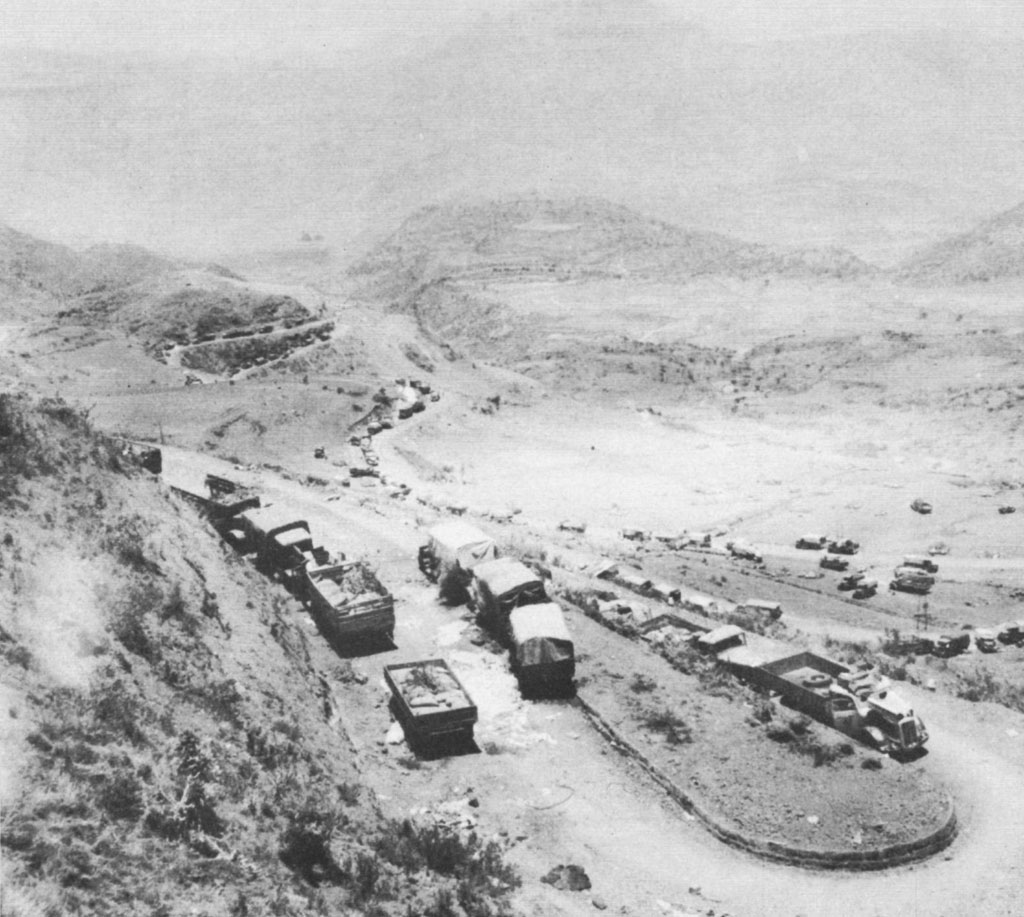
Włoskie pojazdy porzucone przy drodze do Amba Alagi.
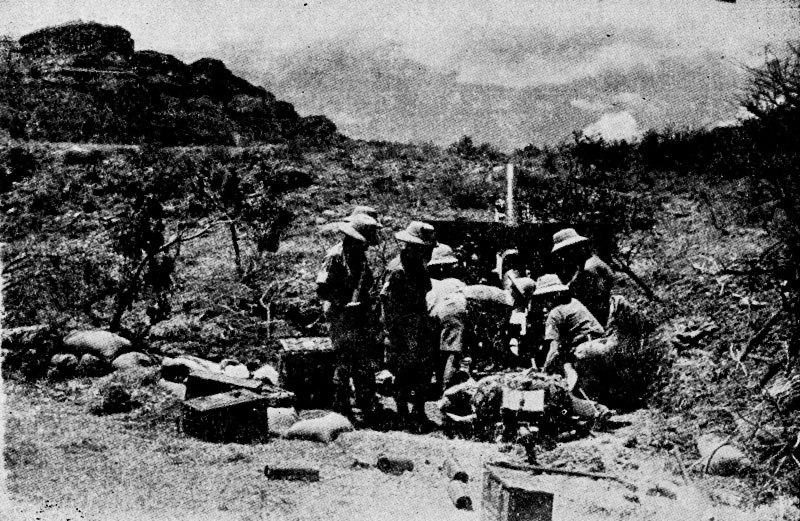
Południowoafrykańska haubicoarmata 25-funtowa prowadzi ogień w stronę Amba Alagi.
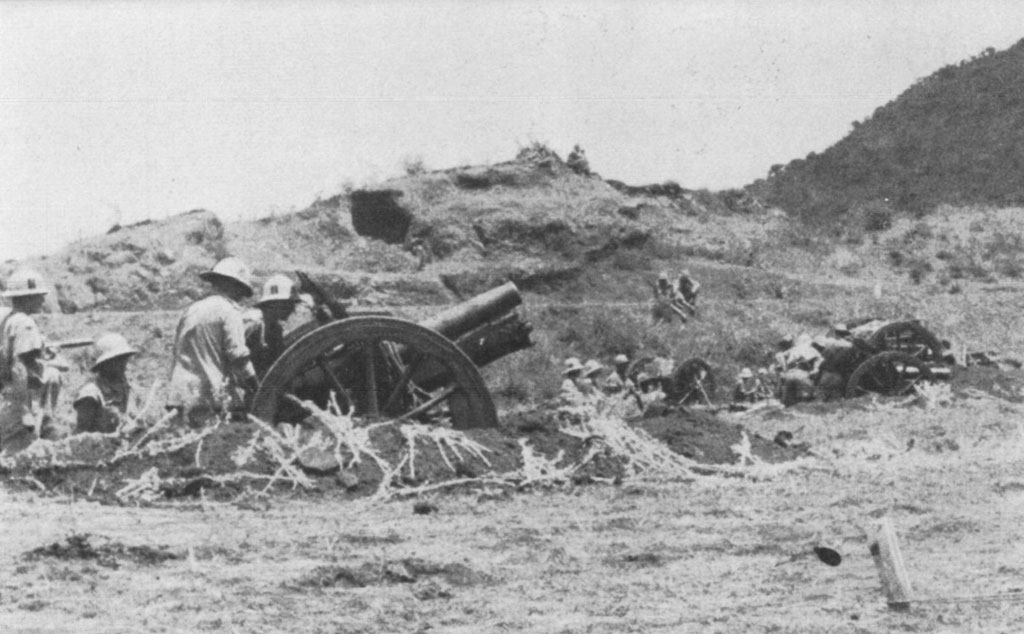
Bateria 4,5-calowych armat z południowoafrykańskiej 4 Brygady Artylerii Polowej w akcji.
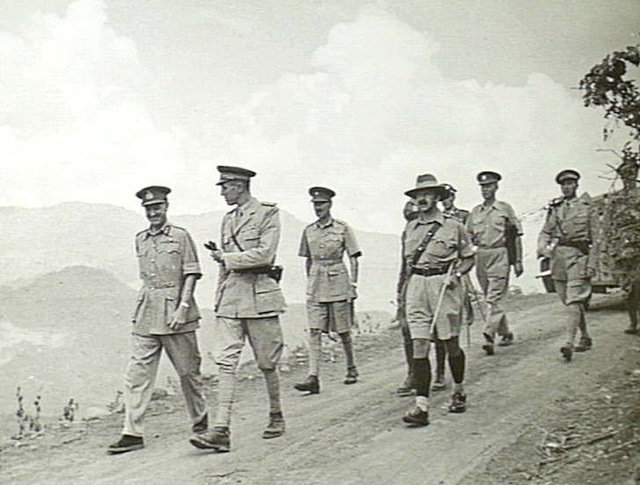
Książę Amedeo d’Aosta (drugi od lewej) rozmawia z gen. Mosleyem Mayne'em (pierwszy z lewej) o warunkach kapitulacji.